# (2194) Arpola
(2194) Arpola ist ein Asteroid des Hauptgürtels, der am 3. April 1940 von dem finnischen Astronomen Yrjö Väisälä in Turku entdeckt wurde.
Der Name erinnert an die Sommerhütte nahe Turku, die im Besitz des Entdeckers war.